# Weinsberg
Weinsberg (Tiếng Nam Franconia: Weischberg) là một thị trấn nằm ở huyện Heilbronn, phía nam bang Baden-Württemberg của Đức. Được thành lập vào năm 1200, thị trấn có khoảng 11800 cư dân và nổi tiếng với nghề rượu vang

## Danh sách thị trưởng
- 1820-1845 Heinrich Pfaff
- 1845-1853: Franz Fraas
- 1853-1862: Johann Jakob Haug,
- 1862-1875: Johann Franz Käpplinger,
- 1875-1914: Carl Seufferheld
- 1914-1924: Adolf Strehles
- 1924-1945: Karl Weinbrenner
- 1945 Ludwig Mayer
- 1945 Rudolf Ilg
- 1946-1948: Gustav Zimmermann
- 1948-1972 Erwin Heim
- 1972-1996: Jürgen Klatte
- 1996-2004: Walter Kuhn
- Từ năm 2004: Stefan Thoma